# Freckleben
Freckleben è una frazione della città tedesca di Aschersleben, nella Sassonia-Anhalt.

Conta (2007) 714 abitanti.

## Storia
Freckleben costituì un comune autonomo fino al 1º gennaio 2008.